# Xã Rose Hill, Quận McHenry, Bắc Dakota
Xã Rose Hill (tiếng Anh: Rose Hill Township) là một xã thuộc quận McHenry, tiểu bang Bắc Dakota, Hoa Kỳ. Năm 2010, dân số của xã này là 18 người.